# Ugyops arestor
Ugyops arestor är en insektsart som beskrevs av Ronald Gordon Fennah 1969. Ugyops arestor ingår i släktet Ugyops och familjen sporrstritar. Inga underarter finns listade i Catalogue of Life.